# Droginia
Droginia ist eine Ortschaft mit einem Schulzenamt der Gmina Myślenice im Powiat Myślenicki der Woiwodschaft Kleinpolen in Polen.

## Geographie
Der Ort liegt südlich vom Jezioro Dobczyckie zwischen dem Pogórze Wielickie im Norden und den Inselbeskiden im Süden, 3 km östlich der Stadt Myślenice. Die Nachbarorte sind Borzęta im Nordwesten, Brzączowice im Nordosten, Brzezowa im Osten, Kornatka im Südosten, Łęki im Süden, sowie Osieczany im Westen.
Das ehemalige Dorfzentrum wurde vom Jezioro Dobczyckie geflutet, der ehemalige südwestliche Weiler Banowice am Bach Trzemeśnianka wurde zum neuen Zentrum.

## Geschichte
Laut einer Legende wurde Droginia im Jahr 996 von Adalbert von Prag besucht. Der Ort war auch in Wirklichkeit sehr alt, er wurde um das Jahr 1234 als Drogin, ein Dorf mit einer Kapelle, einer Mühle und einem Wirtshaus, erstmals urkundlich erwähnt, als es vom Krakauer Woiwode Teodor an das Kloster in Jędrzejów verliehen wurde, um der Stiftung des Klosters in Ludźmierz (später in Szczyrzyc) zu helfen.
Politisch und administrativ gehörte das Dorf zum Königreich Polen (ab 1569 in der Adelsrepublik Polen-Litauen), Woiwodschaft Krakau, Kreis Szczyrzyc.
Bei der Ersten Teilung Polens kam Droginia 1772 zum neuen Königreich Galizien und Lodomerien des habsburgischen Kaiserreichs (ab 1804).

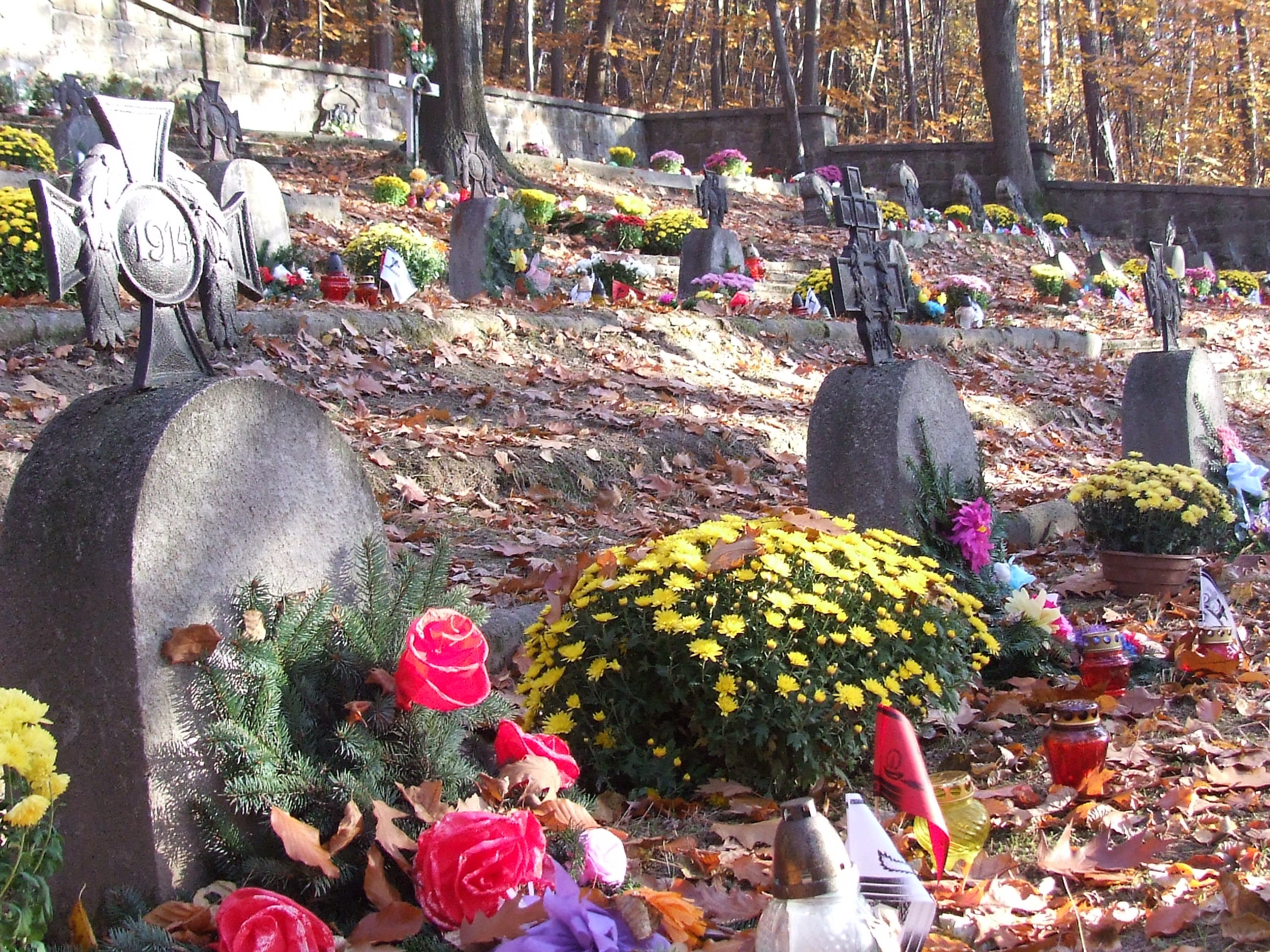
Soldatenfriedhof

Nach dem Beginn des Ersten Weltkriegs erreichte die Front in der Schlacht bei Krakau Droginia. Die um 190 Gefallenen wurden dort begraben. 1918, nach dem Ende des Weltkriegs und dem Zusammenbruch der k.u.k. Monarchie, kam Droginia zu Polen. Unterbrochen wurde dies nur durch die Besetzung Polens durch die Wehrmacht im Zweiten Weltkrieg. Es gehörte dann zum Distrikt Krakau im Generalgouvernement.
Von 1975 bis 1998 gehörte Droginia zur Woiwodschaft Krakau.
Vor dem Jahr 1986 wurde die Mehrheit der Einwohner in Banowice umgesiedelt. Danach wurde das alte Dorf vom Jezioro Dobczyckie geflutet.

## Sehenswürdigkeiten
- Gutshof

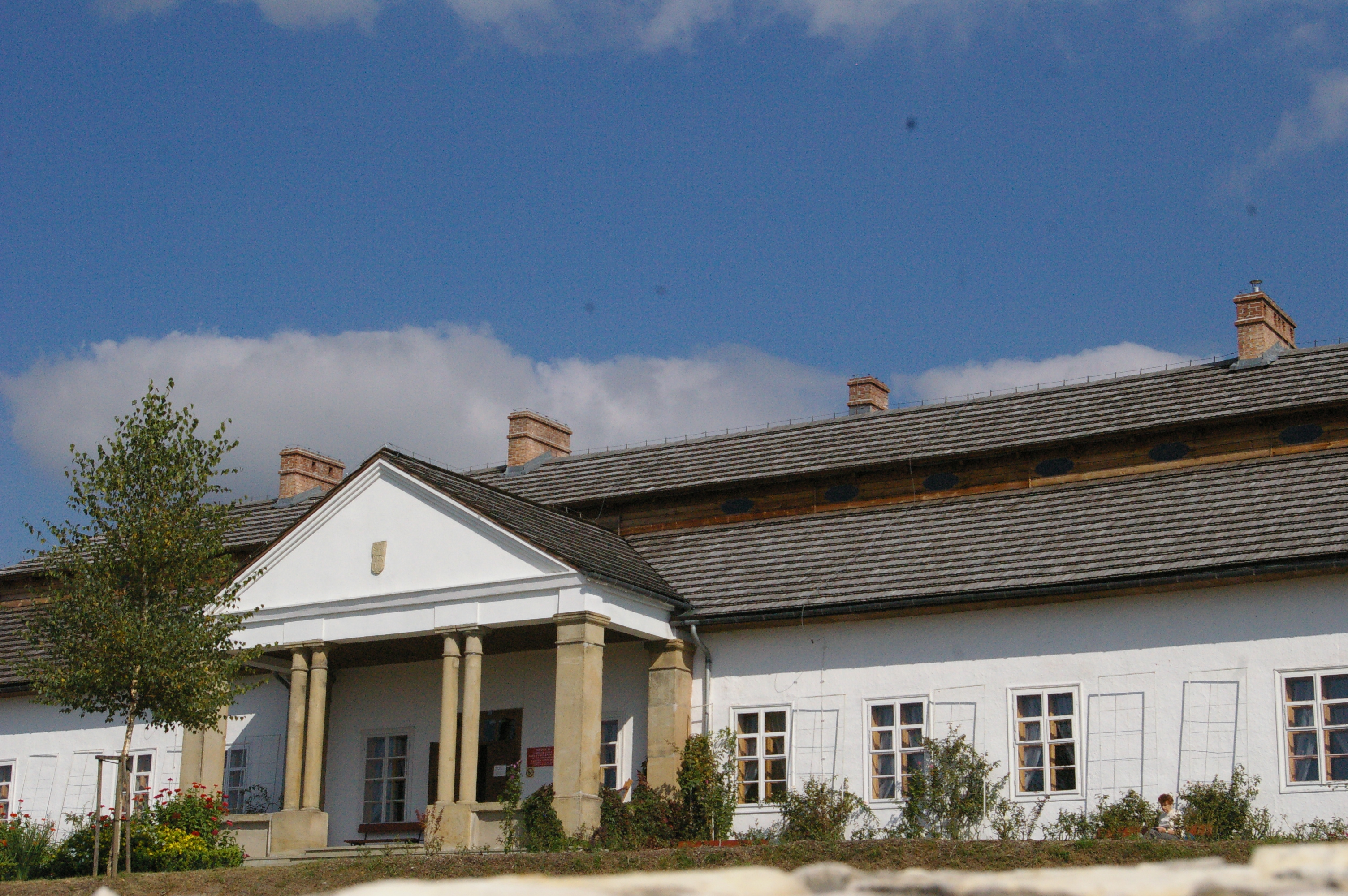
Gutshof

- Soldatenfriedhof #371 aus dem Ersten Weltkrieg